# Frauen Erwerb Verein Prag
Frauen Erwerb Verein Prag, česky: Ženský výrobní spolek Praha byl německojazyčný ženský výrobní spolek v Praze, založený v roce 1869 a určený hlavně ke vzdělávání  paní a dívek v řemeslech a k jejich podpoře.

## Historie
Spolek založili bohatí židovští podnikatelé německé národnosti spolu se svými manželkami. Jako první předsedkyně stanula v čele Anna Zdekauerová, manželka bankéře JUDr. Karla Zdekauera, první místopředsedkyní byla zvolena Paulina Dormitzerová (1824–), dcera majitele továrny na bavlněné tkaniny Arona Dormitzera. 
Spolek měl v roce svého založení 324 řádných členů a členek a deset čestných členů. Jednu kancelář provozovala Anna Zdekauerová ve svém domě v Rytířské ulici, učebny jejich obchodní školy pro dívky byly v novoměstském domě čp. 311/I v Bartolomějské ulici , dále ještě novoměstský dům čp. 1503/II v Eliščině třídě (nyní Revoluční). Spolek hospodařil s jměním kolem 5800 zlatých ročně, mnohonásobně vyšším, než oba ženské výrobní spolky české. 
Členkami představenstva kolem roku 1875 byly vesměs manželky vůdčích pražských podnikatelů: Sofie Warmbergerová, Rosa Marbachová, Melanie von Zepharovič, Nora Görnerová, Emma Dittrichová, Marianna Trommelová,  Anna Maschková, Bertha Arenzová, Tereza Kratzmannová a Marie Kreuzbergová, Manželka toivárníka Fanny Schwaabová byla pokladnicí spolku. . 
Žákyň bylo v letech 1869–1872 každoročně zapsáno kolem 75 a pro kurs šití bylo přijato 211 uchazeček. Oproti ostatním dívčím vzdělávacím spolkům německý Frauenerwerb Verein roku 1871 otevřel doslova průlomový telegrafní kurs se 64 uchazečkami. Vítány byly dcery poštovních a drážních zaměstnanců. Novým žádaným oborem dívky pronikaly na pošty a nádraží, kde posléze zaujaly také pozice poštovních úřednic.